# 6914 Becquerel
6914 Becquerel è un asteroide della fascia principale. Scoperto nel 1992, presenta un'orbita caratterizzata da un semiasse maggiore pari a 2,5754563 UA e da un'eccentricità di 0,2424940, inclinata di 2,21748° rispetto all'eclittica.
Dal 1º giugno al 1º luglio 1996, quando 7001 Noether ricevette la denominazione ufficiale, è stato l'asteroide denominato con il più alto numero ordinale. Prima della sua denominazione, il primato era di 6882 Sormano.
L'asteroide è dedicato al fisico francese Antoine Henri Becquerel.